# Tourist Trophy 1976
Il Tourist Trophy fu il quinto appuntamento del motomondiale 1976.
Si svolse dal 7 al 12 giugno 1976 sul circuito del Mountain, e corsero tutte le classi tranne 50 e 125. Questa edizione del Tourist Trophy passa alla storia quale ultima edizione corsa nel contesto del motomondiale, dal 1977 infatti viene tolta dal calendario del campionato mondiale velocità per essere inserita in un campionato creato appositamente per il TT, chiamato campionato mondiale Formula TT.
Alle gare iridate si aggiunsero quelle della categoria "Production", il "Classic TT" per moto fino a 1000 cm³ e quella per i sidecar 1000 cm³. La gara "Production" (svoltasi con una formula che avvantaggiava le piccole cilindrate) fu vinta da Chas Mortimer/Bill Simpson (Yamaha 250); John Williams vinse il Classic TT, mentre la gara dei sidecar 1000 andò all'equipaggio Malcolm Hobson/Mick Burns (Hamilton-Yamaha).
Il maltempo rivoluzionò il programma: la prima gara fu lo Junior TT, vinto agevolmente da Mortimer. Il suo principale rivale, Charlie Williams, arrivò all'ultimo momento alla partenza (reduce dalla "1000 km del Mugello", il suo aereo arrivò in ritardo a causa della nebbia) e fu costretto a ritirarsi per problemi meccanici.
Doppietta per Tom Herron al Lightweight TT e al Senior TT.
Seconda vittoria stagionale per Rolf Steinhausen al Sidecar TT, con un "tre ruote" costruito appositamente per la gara dell'Isola di Man.
Durante questa edizione morirono Les Kenny (nella gara della quarto di litro) e Walter Worner (passeggero nel sidecar di Siegfried Maier).
Tre esordienti al TT: Takazumi Katayama (ottimo secondo in 250, e a punti anche in 350 e 500), Jon Ekerold (6º in 500) e il futuro "King of the Road" Joey Dunlop (16º in 350).

## Classe 500
74 piloti alla partenza, 36 al traguardo.

### Arrivati al traguardo
| Pos. | Pilota            | Moto   | Tempo      | Punti |
| ---- | ----------------- | ------ | ---------- | ----- |
| 1    | Tom Herron        | Yamaha | 2h 09' 10" | 15    |
| 2    | Ian Richards      | Yamaha | +3" 4      | 12    |
| 3    | Billie Guthrie    | Yamaha | +23"       | 10    |
| 4    | Takazumi Katayama | Yamaha | +28" 2     | 8     |
| 5    | Roger Nicholls    | Yamaha | +1' 05" 6  | 6     |
| 6    | Jon Ekerold       | Yamaha | +2' 02" 4  | 5     |
| 7    | John Williams     | Suzuki | +2' 26" 8  | 4     |
| 8    | Gordon Pantall    | Yamaha | +2' 46" 8  | 3     |
| 9    | John Weeden       | Yamaha | +3' 45" 2  | 2     |
| 10   | Bill Smith        | Yamaha | +4' 19" 6  | 1     |

## Classe 350
76 piloti alla partenza, 44 al traguardo.

### Arrivati al traguardo
| Pos. | Pilota            | Moto          | Tempo        | Punti |
| ---- | ----------------- | ------------- | ------------ | ----- |
| 1    | Chas Mortimer     | Maxton-Yamaha | 1h 46' 00" 2 | 15    |
| 2    | Tony Rutter       | SMAC-Yamaha   | +6" 8        | 12    |
| 3    | Billie Guthrie    | Yamaha        | +3' 01" 6    | 10    |
| 4    | Martin Sharpe     | Yamaha        | +3' 02" 0    | 8     |
| 5    | John Weeden       | Yamaha        | +3' 08" 4    | 6     |
| 6    | Derek Chatterton  | Chatt-Yamaha  | +3' 56" 4    | 5     |
| 7    | Neil Tuxworth     | Yamaha        | +4' 05" 4    | 4     |
| 8    | Jack Findlay      | Yamaha        | +4' 28" 4    | 3     |
| 9    | Takazumi Katayama | Yamaha        | +4' 38" 6    | 2     |
| 10   | Sam McClements    | Yamaha        | +5' 36" 4    | 1     |

## Classe 250
55 piloti alla partenza, 44 al traguardo.

### Arrivati al traguardo
| Pos. | Pilota            | Moto          | Tempo        | Punti |
| ---- | ----------------- | ------------- | ------------ | ----- |
| 1    | Tom Herron        | Yamaha        | 1h 27' 26" 8 | 15    |
| 2    | Takazumi Katayama | Yamaha        | +25" 4       | 12    |
| 3    | Chas Mortimer     | Maxton-Yamaha | +1' 16" 4    | 10    |
| 4    | Tony Rutter       | SMAC-Yamaha   | +2' 06" 4    | 8     |
| 5    | Eddie Roberts     | Maxton-Yamaha | +2' 59"      | 6     |
| 6    | Alex George       | Yamaha        | +3' 20" 4    | 5     |
| 7    | John Weeden       | Yamaha        | +3' 21" 6    | 4     |
| 8    | Ian Richards      | Yamaha        | +4' 15" 6    | 3     |
| 9    | Denis Casement    | Yamaha        | +4' 57" 2    | 2     |
| 10   | Neil Tuxworth     | Yamaha        | +4' 59" 2    | 1     |

## Classe sidecar
64 equipaggi alla partenza, 37 al traguardo.

### Arrivati al traguardo
| Pos | Pilota            | Passeggero       | Moto            | Tempo      | Punti |
| --- | ----------------- | ---------------- | --------------- | ---------- | ----- |
| 1   | Rolf Steinhausen  | Josef Huber      | Busch-König     | 1h 10' 26" | 15    |
| 2   | Dick Greasley     | Cliff Holland    | Windle-Yamaha   | +33" 8     | 12    |
| 3   | Malcolm Hobson    | Mick Burns       | Hamilton-Yamaha | +43" 6     | 10    |
| 4   | Siegfried Schauzu | Wolfgang Kalauch | Schmid-Fath     | +2' 55" 6  | 8     |
| 5   | Jeff Gawley       | Kenny Birch      | Yamaha          | +3' 13" 8  | 6     |
| 6   | Graham Milton     | John Brushwood   | British Magnum  | +4' 50" 4  | 5     |
| 7   | Helmut Schilling  | Rainer Gundel    | Schmid-Fath     | +4' 52" 8  | 4     |
| 8   | Alec Campbell     | Russell Campbell | Yamaha          | +5' 22" 6  | 3     |
| 9   | Walter Ohrmann    | Bernd Grube      | Yamaha          | +5' 23"    | 2     |
| 10  | Tony Wakefield    | Colin Newbold    | British Magnum  | +5' 26" 6  | 1     |

## Fonti e bibliografia
- (EN) Chris Carter (a cura di), Motocourse 1976-77, Richmond, Surrey, Hazleton Securities Ltd, 1976,  pp. 74-85, ISBN 0-905138-02-3.
- L'edizione 1976 sul sito ufficiale del Tourist Trophy, su iomtt.com.